# 魯塞峰

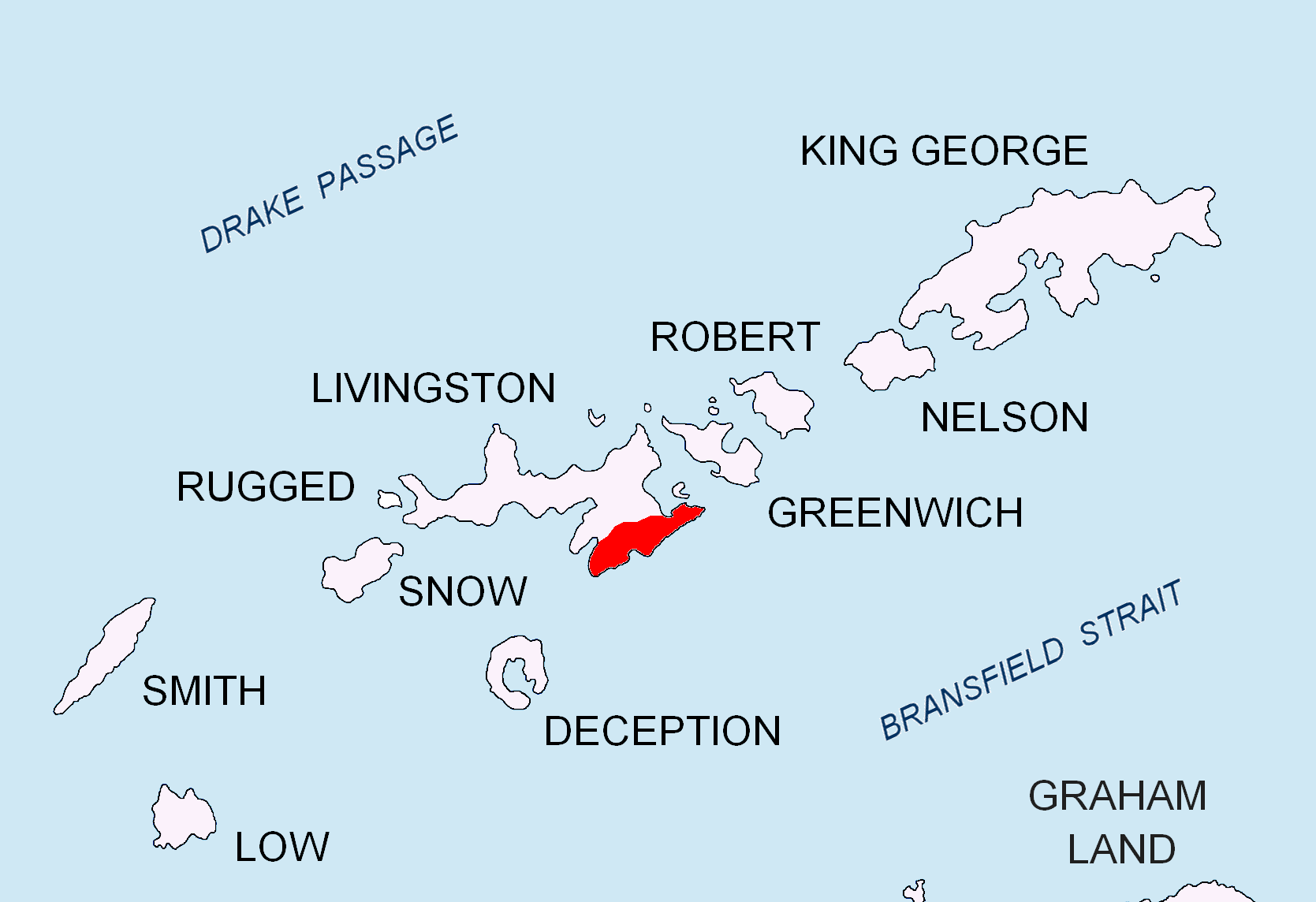

魯塞峰（英語：Ruse Peak）是南極洲的山峰，位於南設得蘭群島的利文斯頓島，屬於騰格里山脈中德爾切夫嶺的一部分，海拔高度800米，以保加利亞的城市命名。
62°38′55″S 59°57′25″W / 62.64861°S 59.95694°W

## 外部連結
- SCAR Composite Gazetteer of Antarctica（页面存档备份，存于）.